# Zaborze (Myszków)
Pour les articles homonymes, voir Zaborze.
Zaborze est une localité polonaise de la gmina de Żarki, située dans le powiat de Myszków en voïvodie de Silésie.